# Bordj Ghedir
Bordj Ghedir (în arabă برج غدير) este o comună din provincia Bordj Bou Arreridj, Algeria.
Populația comunei este de 26.042 de locuitori (2008).